# Formigine
Formigine és un municipi italià, situat a la regió d'Emília-Romanya i a la província de Mòdena. L'any 2006 tenia 31.837 habitants.